# Ste-Anne (Sainte-Anne-d’Auray)

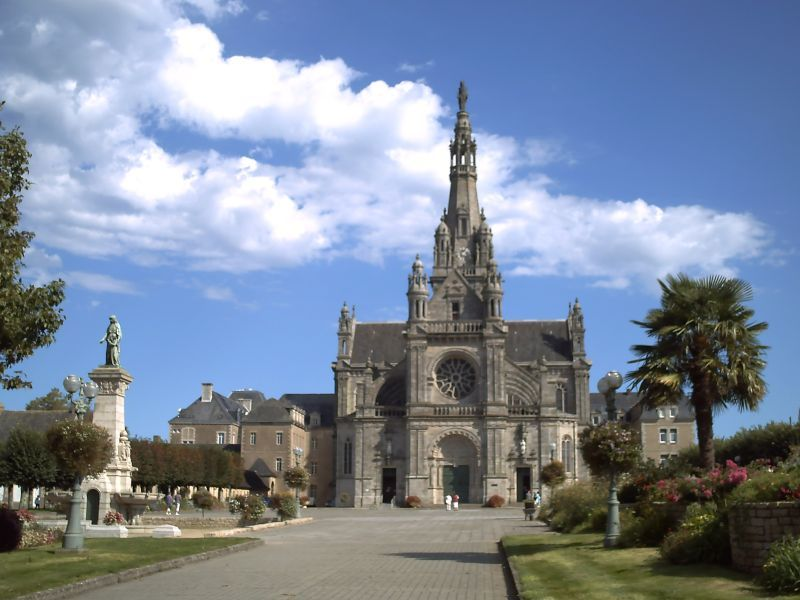
Die Basilika

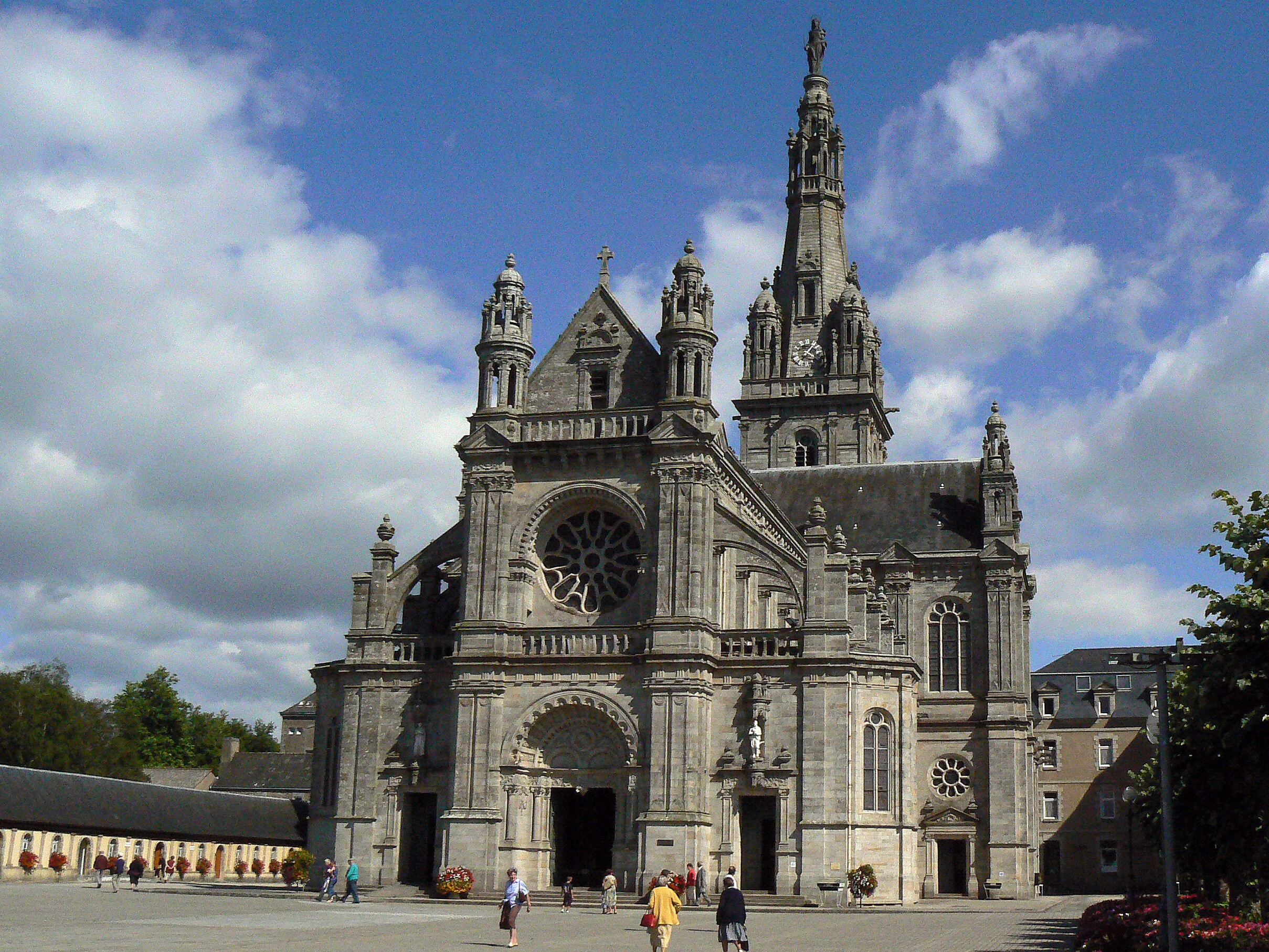
Basilika Sainte Anne

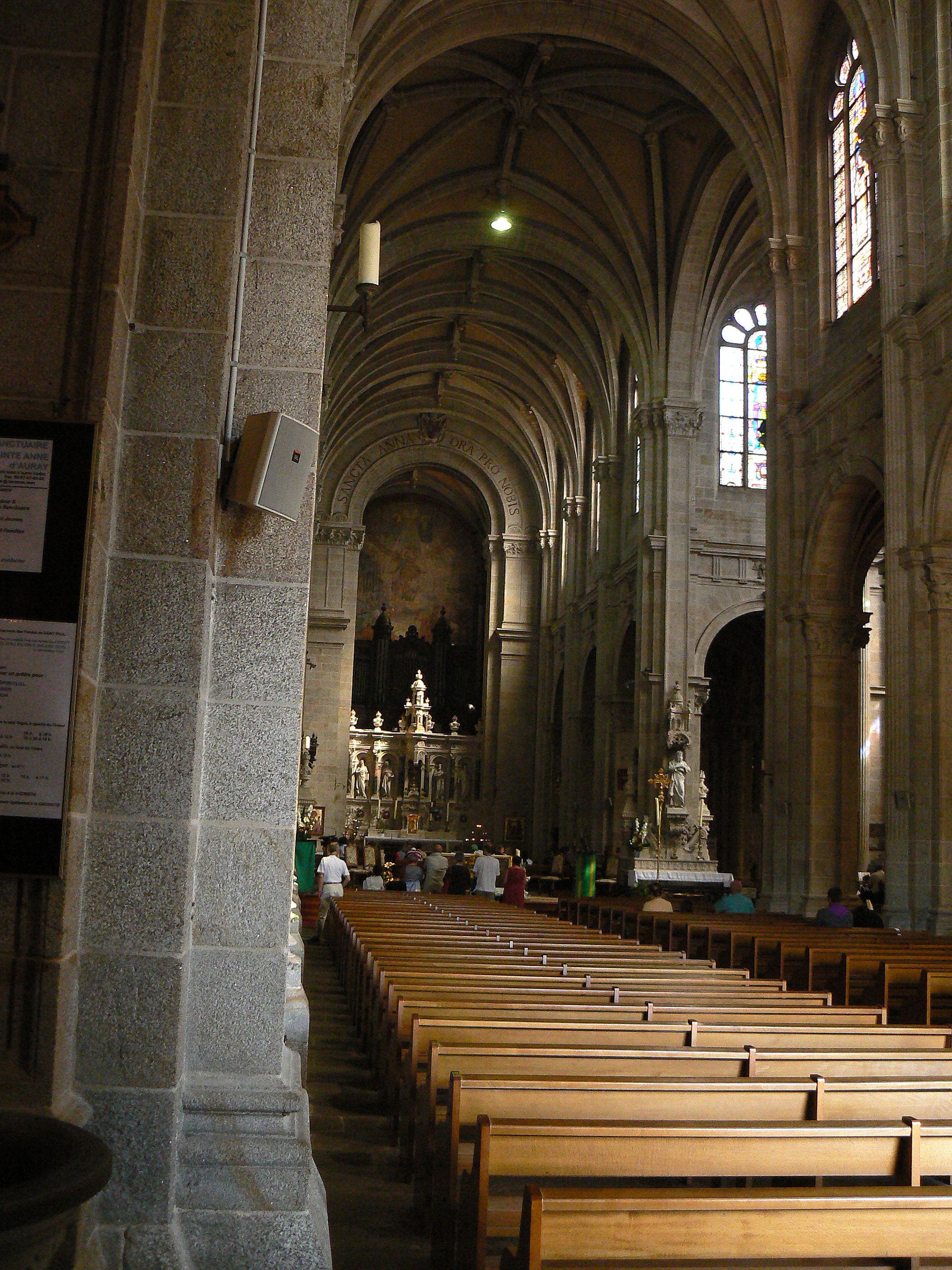
Blick zum Altar und zur Orgel

Die Basilika Sainte Anne in Sainte-Anne-d’Auray ist eine katholische Kirche im Département Morbihan in der Bretagne. Sie ist die größte Wallfahrtsstätte ihrer Région und nach Lourdes die zweitgrößte Frankreichs.

## Legende
Der Legende nach wurde am 7. März 1625 eine Statue der heiligen Anna durch den Feldarbeiter Yvon Nicolazic (1591–1645) im Bereich des heutigen Ortes Sainte-Anne-d’Auray, der damals Keranna hieß,  entdeckt. Sie lag wohl seit der Zerstörung einer ersten Kapelle im 6. Jahrhundert nach Christus unter der Erde verborgen. Es wird über Yvon Nicolazic berichtet, er sei ein äußerst frommer Mensch gewesen, der regelmäßig beichtete und im Vertrauen an die heilige Anna lebte. Die Legende erzählt, dass an einem Sommerabend im Jahre 1623, während Nicolazic betete, eine Fackel sein Zimmer erhellte. Dies wiederholte sich mehrfach. Im August 1623 führte Nicolazic nach der Arbeit seinen Ochsen zum Brunnen, um zu trinken, als ihm eine strahlende Frau erschien. Sie sprach kein Wort. Diese Erscheinung trat der Legende nach mehrfach in den darauffolgenden Wochen an verschiedenen Orten auf. So fragte Nicolazic die „majestätische“ Gestalt in der Nacht vom 25. auf den 26. Juli 1624 nach ihrem Namen. Er bekam die Antwort: „Yvon Nicolazic, fürchte dich nicht, ich bin Anna, Mutter Marias, erklären Sie Ihren Leuten, dass es einmal, in einem Stück Land, genannt die Bocceno, noch bevor es irgendein Dorf gab, eine Kapelle, die erste, die im Land der Bretonen gewidmet war. [...] Ich will bald wieder aufgebaut werden, und dass Sie sich selbst darum kümmern. Gott will, dass ich hier geehrt werde.“ Nach diesen Worten beschloss Nicolazic eine Kapelle für die heilige Anna zu bauen.

## Kirche
Die Basilika selbst wurde zwischen 1865 und 1874 nach klassizistischen Vorbildern gebaut. Trotzdem ist sie, typisch für Frankreich, an der Gotik orientiert, besitzt aber auch einige Barockelemente. Der Kirchturm befindet sich im Osten über dem eckigen Chorschluss, eine Apsis besitzt die Basilika nicht.

## Orgeln

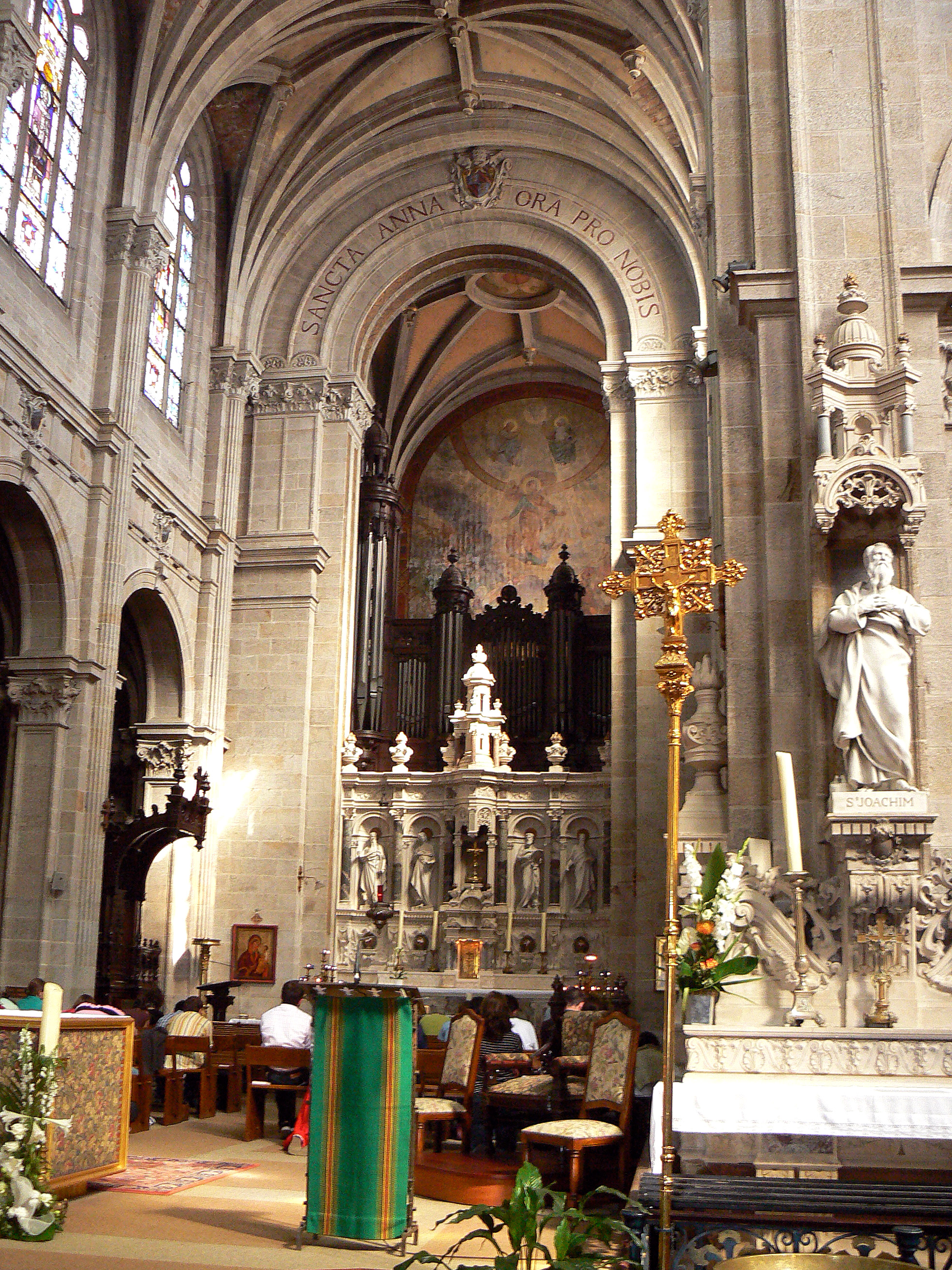
Hauptorgel von Cavaillé-Coll

Die Hauptorgel von Sainte Anne wurde 1874 durch Aristide Cavaillé-Coll mit 25 Registern auf zwei Manualen und Pedal erbaut. Sie steht im Turmraum auf der Ostempore, um das Rosettenfenster im Westen freizulassen. 1947 wurde durch Joseph Beuchert, einen Nachfolger von Louis Debierre, ein drittes Manual hinzugefügt und die Orgel auf 41 Register erweitert. 2007–2010 wurde das Instrument durch Nicolas Toussaint aus Nantes restauriert und geringfügig verändert. Die aktuelle Disposition ist wie folgt:
| I Grand Orgue C–g3 |                        |     |
| 1.                 | Montre                 | 16′ |
| 2.                 | Bourdon                | 16′ |
| 3.                 | Montre                 | 8′  |
| 4.                 | Bourdon                | 8′  |
| 5.                 | Flûte harmonique       | 8′  |
| 6.                 | Salicional             | 8′  |
| 7.                 | Prestant               | 4′  |
| 8.                 | Octave                 | 4′  |
| 9.                 | Doublette              | 2′  |
| 10.                | Progression harm. II-V |     |
| 11.                | Basson                 | 16′ |
| 12.                | Trompette              | 8′  |
| 13.                | Clairon                | 4′  |

| II Positif C–g3 |                |        |
| 14.             | Diapason       | 8′     |
| 15.             | Bourdon        | 8′     |
| 16.             | Prestant       | 4′     |
| 17.             | Nazard         | 2 ⁄3′  |
| 18.             | Doublette      | 2′     |
| 19.             | Tierce         | 1 3⁄5′ |
| 20.             | Plein-jeu IV-V |        |
| 21.             | Trompette      | 8′     |
| 22.             | Clarinette     | 8′     |

| III Récit expressif C–g3 |                  |     |
| 23.                      | Flûte harmonique | 8′  |
| 24.                      | Viole de Gambe   | 8′  |
| 25.                      | Voix céleste     | 8′  |
| 26.                      | Flûte octaviante | 4′  |
| 27.                      | Octavin          | 2′  |
| 28.                      | Cornet V         |     |
| 29.                      | Voix humaine     | 8′  |
| 30.                      | Basson-Hautbois  | 8′  |
| 31.                      | Cor de nuit      | 8′  |
| 32.                      | Basson           | 16′ |
| 33.                      | Trompette        | 8′  |
| 34.                      | Clairon          | 4′  |
|                          | Tremblant        |     |

| Pédale C–f1 |               |         |
| 35.         | Contrebasse   | 16′     |
| 36.         | Grosse Quinte | 10 2⁄3′ |
| 37.         | Flûte         | 8′      |
| 38.         | Flûte         | 4′      |
| 39.         | Bombarde      | 16′     |
| 40.         | Trompette     | 8′      |
| 41.         | Clairon       | 4′      |

- Koppeln:
  - Normalkoppeln: II/I, III/I, III/II, I/P, II/P, III/P
  - Suboktavkoppeln: I/I, III/III
- Spielhilfen: Zungenabsteller für I, II, III, P

Weiterhin befindet sich in der Kirche eine kleine Chororgel.